# Sony Ericsson W710
A W710 a Sony Ericsson által 2006-ban gyártott mobiltelefon.

## A telefonról
A W710 modell érkezését 2006. május 18-án jelentették be. Egyike a Walkman márkájú telefonoknak, és a Sony Ericsson Z710 sok jellemzőjével rendelkezik. A W710 egy négysávos EDGE telefon. A figyelemre méltó funkciók közé tartozik a teljes funkcionalitású internetes böngésző, a 2 megapixeles digitális kamera, a bővíthető memóriakártya, a repülési üzemmód bevezetése, és a különböző speciális funkciók például a futás közben használható fitneszalkalmazás és lépésszámláló. FM rádiós funkcióval rendelkezik, az MP3, AAC, AAC + és eAAC audió valamint az MPEG4 és 3GPP videó médiaformátumokat támogatja. A  W710 fehér, szürke gumival és narancssárga díszítéssel jelent meg.

## Főbb jellemzők
- Kettős képernyők
- 2 megapixeles kamera 2,5 x zoom-mal
- Walkman Music Player
- FM rádió
- 3GP / MP4 lejátszó
- Bluetooth technológia
- Négysávos technológia (GSM 850, GSM 900, GSM 1800 és GSM 1900)
- Fitness alkalmazások

## Változatok
- W710i - Elsősorban az európai és észak-amerikai piacokon.
- W710c - A kínai piac számára.

## Sony Ericsson W710i műszaki adatok
Képernyő
- Belső 262k TFT színes képernyő (176 x 220 képpont)
- Külső STN 4 szürkeárnyalatos képernyő (128 x 128 képpont)

leképezés
- 2 megapixeles kamera
- 2,5 x digitális zoom
- Videóklip
- Videó felvétel
- Videó közvetítés
- Digitális kamera menü
- Macromedia Flash Lite
- Képszerkesztő
- Képhatások
- Kép telefonkönyv
- Kép háttérkép
- SVG Tiny 1.1
- Kép blogolás
- Képernyőkímélő
- Témák megjelenítése
- VideoDJ
- Kereső kijelző
- Háttérkép animáció
- Üzenetek
- SMS (szöveges üzenetek)
- MMS (multimédiás üzenetküldés)
- MMS Video
- Email
- Prediktív szöveg
- Hang felvevő
- Walkman Music Player
- Médialejátszó
- FM rádió RDS
- Zenei hangok (MP3 és AAC)
- Polifonikus csengőhangok (16 hang)
- Többszólamú hang (72 hang)
- MusicDJ
- Játssz most
- Mega Bass
- Zene mód
- Szórakozás
- 3D játékok
- Java játékok
- Beágyazott játékok
- Letölthető játékok
- Szervező
- Telefonkönyv
- Kapcsolatok
- Fájl kezelő
- PIM Sync
- Ébresztőóra
- Naptár
- Számológép
- Stopperóra
- feladatok
- Időzítő
- Megjegyzések
- Calorie Counter
- Lépésszámláló
- Fitness alkalmazások
- Repülő üzemmód
- Rezgő figyelmeztetés
- Konferenciahívások
- Kihangosító

Kapcsolódás
- Bluetooth
- GPRS
- Infravörös kapcsolat
- USB
- Gyors port
- Szinkronizálás számítógéppel
- Bluetooth sztereó streaming

Hálózat
- Négysávos technológia (GSM 850, GSM 900, GSM 1800 és GSM 1900)
- Internet

Modem
- Hozzáférés a NetFront webböngészőhöz
- RSS csatorna

Memória és beszélgetési idő
- 10 MB memória Plus Memory Stick PRO Duo M2
- 10 óra beszélgetési idő
- 350 óra készenlét

Súly és méret
- 101 g
- 88 x 48 x 24,5 mm